# Aljaksej Parfenkou
Aljaksej Leanidawitsch Parfenkou (belarussisch Аляксей Леанідавіч Парфенкоў, wiss. Transliteration Aljaksej Leanidavič Parfenkoŭ; * 13. September 1967 in Minsk) ist ein ehemaliger belarussischer Freestyle-Skier, der auf die Disziplin Aerials (Springen) spezialisiert war.

## Werdegang
Parfenkou trat im Dezember 1989 in Tignes erstmals im Freestyle-Skiing-Weltcup an, wobei er den 17. Platz errang und nahm bis 1998 an 27 Weltcups teil. Sein bestes Ergebnis dabei war der vierte Platz, welchen er im Dezember 1993 in Piancavallo und in der Saison 1994/95 in Altenmarkt-Zauchensee sowie in Lillehammer erringen konnte. Zudem erreichte er in der Saison 1994/95 mit dem 21. Platz im Aerials-Weltcup sein bestes Gesamtergebnis. Bei den Weltmeisterschaften 1993 in Altenmarkt-Zauchensee belegte er den 13. Platz, bei den Olympischen Winterspielen 1994 in Lillehammer den 12. Rang und bei den Weltmeisterschaften 1995 in La Clusaz den sechsten Platz.

## Erfolge

### Olympische Spiele
- 1994 Lillehammer: 12. Platz Aerials

### Weltmeisterschaften
- 1993 Altenmarkt-Zauchensee: 13. Platz Aerials
- 1995 La Clusaz: 6. Platz Aerials

### Weltcupwertungen
Parfenkou nahm an 27 Weltcups teil und erreichte fünf Top-Zehn-Platzierungen.
| Saison  | Gesamt | Gesamt | Aerials | Aerials |
| Saison  | Platz  | Punkte | Platz   | Punkte  |
| ------- | ------ | ------ | ------- | ------- |
| 1989/90 | 89.    | 3      | 29.     | 17      |
| 1990/91 | 119.   | 1      | 46.     | 12      |
| 1991/92 | 101.   | 2      | 35.     | 18      |
| 1992/93 | 96.    | 13     | 34.     | 76      |
| 1993/94 | 81.    | 18     | 30.     | 140     |
| 1994/95 | 56.    | 36     | 21.     | 292     |
| 1995/96 | 92.    | 9      | 32.     | 84      |
| 1996/97 | 91.    | 14     | 32.     | 108     |